# Federazione calcistica della Repubblica Democratica del Congo
La Federazione calcistica della Repubblica Democratica del Congo (fra. Fédération Congolaise de Football-Association, acronimo FECOFA) è l'ente che governa il calcio nella Repubblica Democratica del Congo.
Fondata nel 1919, si affiliò alla FIFA nel 1962,e alla CAF l'anno seguente. Ha sede nella capitale Kinshasa e controlla il campionato nazionale, la coppa nazionale e la Nazionale del paese. 
Nel settembre 2021, l'Ispettorato generale delle finanze afferma di aver sventato un tentativo di appropriazione indebita di fondi pubblici. La Fécofa, la Federcalcio congolese, è stata costretta a restituire quasi un milione di dollari acquistati in modo fraudolento. Questa somma è stata inizialmente destinata all'organizzazione di un evento sportivo.
Al suo attivo vanta due vittorie nella Coppa d'Africa, nel 1968 e 1974. Il campionato nazionale non professionistico si svolge a 14 squadre.
Lo stadio principale è lo Stade des Martyrs, Kinshasa (80.000 spettatori).
Vittorie internazionali di club più importanti:
- 3 Champions League Africa (2 TP Mazembe, 1 Vita Club Kinshasa)
- 1 Coppa delle Coppe Africana (TP Mazembe)